# 美国中央司令部
美國中央司令部（英語：United States Central Command，縮寫为USCENTCOM）是美国国防部下的一個聯合作戰司令部，創建於1983年，其前身為快速部署聯合任務部隊（Rapid Deployment Joint Task Force，縮寫为RDJTF）。
“中央司令部”这个名称，有可能让人误以为是美军最高指挥机构，实际上该司令部是美军的一个地域型联合作战司令部，仅负责中東和中亞地区的军事行动的指挥。不過的確中央司令部也十分重要，作為美軍活躍的存在而參與了許多軍事行動，包括波斯灣戰爭、阿富汗戰爭和伊拉克戰爭。中央司令部的軍隊近期主要佈署於伊拉克和阿富汗一帶執行戰鬥任務，還在科威特、巴林、卡塔尔、阿拉伯聯合大公國、阿曼、巴基斯坦等國設有基地，中亞國家亦提供支援。先前，中央司令部軍隊也曾佈署於约旦和沙烏地阿拉伯，儘管後者國內並無駐紮實質的武裝部隊。现任司令為邁克爾·E·庫里拉 上將。
中央司令部指揮中心位於佛罗里达州坦帕的麥克迪爾空軍基地，另有2002年於杜哈建立的埃斯薩利亞陸軍基地（Camp As Sayliyah），2009年又在卡達建立乌代德空军基地，作為美軍的前線指揮部，維護美軍在伊拉克地區的戰略利益。
內部觀察演習是中央司令部的主要事務之一，一直到1990年為止，它是每年都會舉辦的活動，而現在改為兩年一次。1990年前，內部觀察演習頻繁訓練著中央司令部，防範可能自札格羅斯山脈跨越過來的蘇軍攻擊。現階段，中央司令部已有至少兩次大規模軍事作戰行動：抵禦伊拉克威脅的90號內觀行動（Internal Look '90），以及之後發展為伊拉克自由行動的03號內觀行動。

## 歷史
1983年，中央司令部承接了快速部署聯合任務部隊的職責，管控美國於西南亞、中亞與波斯灣的國防利益，也因此發動了油輪戰爭與波斯灣戰爭。顾名思义，中央司令部涵盖了位于欧洲，非洲和太平洋地区之间的全球“中心”地区。当伊朗人质危机和苏联入侵阿富汗强调有必要加强美国在该地区的利益时，总统吉米·卡特于1980年3月建立了快速部署联合特遣部队（RDJTF）。为了对该地区提供一个更强大，更持久的解决方案，罗纳德·里根总统采取两步，将RDJTF转变为长期的统一指挥部队。第一步是使RDJTF独立于美国准备指挥部，第二步在1983年1月启动了中央司令部。除了看似冷战思维名称以外，为了克服对该战区仍是RDJTF的怀疑花费了很多时间。伊朗-伊拉克战争明显地强调了该地区日益紧张的局势，而且在波斯湾进行的伊朗采矿业务等事态发展也导致了中央战区的第一次作战。
到1988年底，区域战略仍然主要集中在苏联大规模的入侵伊朗的潜在威胁。新的中央情报局司令总参谋长诺曼·施瓦茨科普夫（H. Norman Schwarzkopf）相信，不断变化的国际政治气候使得这种情况的可能性不大。他开始把注意力集中在可能出现新的地区威胁 - 伊拉克的萨达姆·侯赛因 - 并将这些关切转移到1990年夏季的战区演习报告。演习与伊拉克部队实际动向之间存在令人毛骨悚然的相似之处，最终导致伊拉克在演习的最后几天入侵科威特。美国总统乔治·布什回应很快。及时部署和组建联盟，阻止伊拉克入侵沙特阿拉伯，该命令开始侧重于解放科威特。联合国安理会第678号决议要求伊拉克部队离开科威特，而美军和联合部队继续加强军队的集结。1991年1月17日，美国和联合部队开展了“沙漠风暴行动”，大规模的空中拦截为联合部队的地面行动开辟了战场。主要的目标是解放科威特，于二月二十七日实现，第二天一早，在地面战斗开始后的一百个小时，宣布停火。
此區的美軍行動主要自1990年伊拉克入侵科威特以及隨後的「沙漠之盾行動」展開，數十萬名美軍調往沙烏地阿拉伯。伊斯蘭主義者反對非穆斯林部隊駐於沙烏地阿拉伯，而美軍攻擊伊拉克的沙漠風暴行動更讓沙國反對派有了口實。到了1990年代後期，反對派勢力擴張到了其他國家，特別是巴林、科威特、卡塔爾、阿曼和阿聯酋。
正式敌对行动的结束并没有使伊拉克陷入困境。向库尔德人提供人道主义援助并在伊拉克北部执行“禁飞区”的行动，于1991年4月开始实施。1992年8月，南方观察行动回应了萨达姆不遵守联合国安理会第688号决议谴责他在伊拉克东南部对伊拉克平民的野蛮镇压的行为。在战区和西亚盟友的支持下，联合部队这次行动中在第32空中走廊南部开辟了禁飞区。1997年1月，“北部手表”行动取代了“提供舒适”，重点是执行北部禁飞区。在整个十年间，中央战区 “警惕战士”，“警哨哨兵”，“沙漠打击”等行动成功的回击了伊拉克对其邻国的威胁，并且在萨达姆的顽固态度面前，力图执行联合国安理会决议。
1990年代也给东非国家索马里也面临重大挑战，即区域恐怖主义日益增长的威胁。为了防止部族战争导致广泛的饥荒，指挥部于1992年作出决定，提供救援行动，向索马里和肯尼亚东北部提供人道主义援助。中央战区司令部的行动“恢复希望”支持联合国安理会第794号决议和一个跨国统一工作队的成立，在1993年5月联合国成立第二期UNOSOM之前提供了安全保障。尽管二期UNOSOM行动在农村取得了成功，但摩加迪沙的局势恶化，还有一系列暴力事件爆发，最终领导克林顿总统命令美军从索马里撤军。海湾战争后的十年间，恐怖袭击对该地区的中央战区司令部的力量产生了重大影响。面对一九九六年爆炸造成19名美军飞行员死亡的袭击事件，指挥部启动了“沙漠袭击行动”，旨在将美国的设施迁往更多的防卫地点（如苏丹王子空军基地），减少美国的“足迹”。1998年，恐怖分子袭击了在肯尼亚和坦桑尼亚的美国大使馆，造成250人死亡，其中包括12名美国人。通过拆除不必要的基地以减少美国的“足迹”，并将相关人员遣返美国。2000年10月对美军科尔号导弹驱逐舰的进攻，造成17名美国水兵死亡，这起事件与奧萨马·本·拉登的基地组织有关。
2001年9月11日针对美国的恐怖袭击导致布什总统宣布打击国际恐怖主义。中央司令部很快推出了“持久自由行动”，驱逐阿富汗塔利班政府，阿富汗境内藏着基地组织恐怖主义分子，举办恐怖主义训练营，镇压阿富汗人民。
中央战区司令部于2002年10月开始在非洲之角进行活动，协助东道国打击恐怖主义，建立安全的环境，促进区域稳定。这些行动主要采取人道主义援助，后果管理和各种公民行动方案的形式。
在9-11之后，国际社会发现萨达姆与联合国安理会（UNSC）缺乏关于大规模杀伤性武器问题决议的继续合作，这是无法接受的。侯赛因继续顽抗导致联合国安理会授权美国领导的联盟使用武力。伊拉克自由行动于2003年3月19日开始。

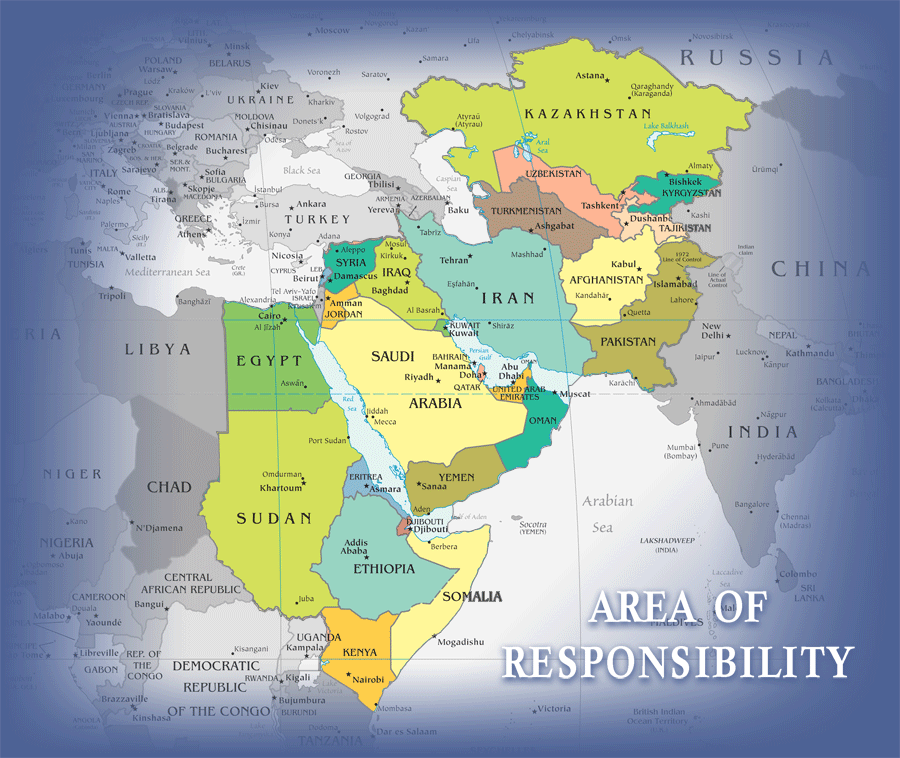
2008年之前中央司令部防区示意图

依照軍事行動規模，中央司令部使用的基地數量有所差別，2003年打擊伊拉克與阿富汗時，美國空軍使用了35座基地，而在2006年至今則使用14座，其中4座於伊拉克境內。
随着阿富汗塔利班政权（2001年11月9日）和伊拉克萨达姆政府（2003年4月8日）的失败，中央战区司令部继续向新任自由选举的政府提供安全保障，进行反叛乱行动，协助东道国安全部队自卫。
该指挥部还准备在整个区域提供救灾，其最近的重大救济行动是为了应对2005年10月在巴基斯坦发生的地震和2006年从黎巴嫩大规模撤离美国公民的情况。
2019年4月8日，伊朗的伊朗最高国家安全委员会將美国中央司令部列为“恐怖组织”，因美國政府也將伊斯兰革命卫队做出同樣作為。

## 組織結構
若不包括戰鬥單位，中央司令部下屬司令部如下：
- 美國中央陸軍司令部（U.S. Army Forces Central Command，ARCENT）
- 美國中央海軍陸戰隊司令部（U.S. Marine Forces Central Command，USMARCENT）
- 美國中央海軍司令部（U.S. Naval Forces Central Command，USNAVCENT）
- 美國中央空軍司令部（U.S. Air Forces Central，AFCENT）
- 中央特種作戰司令部（Special Operations Command Central，SOCCENT）

另有多個指揮部於中央司令部負責區行動，需向其報告作戰者：
- 駐伊拉克美軍（United States Forces – Iraq）
- 駐阿富汗國際維和部隊，現由北約接管。其前身為駐阿富汗的美軍（阿富汗多国部队司令部）。
- 未公開的臨時特遣部隊

2008年10月1日，於吉布提萊蒙尼爾軍營（Camp Lemonnier）的非洲之角联合任务部队被轉進美國非洲司令部。在2006年以色列進攻黎巴嫩時，中央司令部也緊急集結臨時軍「黎巴嫩聯合特遣部隊」（Joint Task Force Lebanon）作戰。
中央司令部參謀處職掌範圍達人事、作戰、後勤、情報和其他事務。情報部門為「聯合情報中心」（Joint Intelligence Center，JICCENT），中央司令部還要協調情報資訊。在情報首長下，包括了阿富汗-巴基斯坦卓越中心在內的數支單位。
另外還有幾支聯合作戰司令部（Unified Combatant Command）單位，如美国特种作战司令部，亦於中央司令部的管轄範圍內運作。顯示中央特種作戰司令部並未指導由聯合特種作戰司令部（Joint Special Operations Command）的「黑色」單位（如三角洲部隊和遊騎兵，自2001年9月11日以來，這些部隊負責進行最機密的任務—打擊基地組織和塔利班領袖人物）臨時編組的第77任務部隊。第77任務部隊則編入了第11任務部隊，也改動了編號與名字，由美国特种作战司令部之下的聯合特種作戰司令部指揮。

## 地理範疇

各一体化作战司令部防区示意图

中央指揮部負責範圍遍及21個國家：阿富汗、巴林、埃及、伊朗、伊拉克、約旦、哈薩克斯坦、科威特、吉爾吉斯斯坦、黎巴嫩、阿曼、巴基斯坦、卡塔爾、沙特阿拉伯、敘利亞、塔吉克斯坦、土庫曼斯坦、阿拉伯聯合酋長國、烏茲別克斯坦、也門和以色列。公海則包括紅海、波斯灣和印度洋西岸，2004年3月10日後，敘利亞和黎巴嫩也自美國歐洲司令部轉調到中央司令部的轄區。
2007年2月7日，美國非洲司令部（United States Africa Command）創建完成，其將負責除了埃及以外的所有非洲國家。2008年10月1日，非洲司令部轉為作戰性組織，以及中央司令部在非洲的主要部隊—「非洲之角聯合特遣部隊」（Combined Joint Task Force - Horn of Africa）轉調至斯圖加特的非洲司令部，取代了坦帕的中央司令部。国防部将苏丹，厄立特里亚，埃塞俄比亚，吉布提，肯尼亚和索马里的责任转交给新成立的非洲司令部。埃及，国防部最大的军事演习明亮之星所在地，仍然在中央战区司令部的责任领域。
以色列曾是特別的一例，2020年以前儘管它被中央指揮部負責的國家所環繞，它仍隸屬美國歐洲司令部負責，據美軍軍官所言，原因是其政治上、軍事上和文化上與歐洲較為貼近，諾曼·史瓦茲柯夫上將曾就以色列的地位在其1992年的自傳中坦言：「歐洲司令部繼續負責以色列，這對我來說反而是好事，若我們逗留於特拉维夫（以色列第二大城）太久，將難令阿拉伯人諒解我們有促使中東地緣政治安定的意願」。2021年1月15日美国国防部证实，因《亚伯拉罕协议》之后阿拉伯多国与以色列实现关系正常化，五角大楼将以色列从美国在欧洲司令部的行动区域，转移至包括阿拉伯国家在内的中央司令部。

## 歷任司令
| 任次     | 照片 | 姓名                                                      | 服役單位       | 就任時間       | 任期終止時間   |
| -------- | ---- | --------------------------------------------------------- | -------------- | -------------- | -------------- |
| 1.       |      | 罗伯特·C·金斯顿上將 Robert Kingston (1928-2007)           | 美國陸軍       | 1983年1月1日   | 1985年11月27日 |
| 2.       |      | 乔治·B·克里斯特上將 George B. Crist (1931-2024)           | 美國海軍陸戰隊 | 1985年11月27日 | 1988年11月23日 |
| 3.       |      | 諾曼·史瓦茲柯夫上將 H. Norman Schwarzkopf Jr. (1934-2012) | 美國陸軍       | 1988年11月23日 | 1991年8月9日   |
| 4.       |      | 约瑟夫·P·霍尔上將 Joseph P. Hoar (1934-2022)              | 美國海軍陸戰隊 | 1991年8月9日   | 1994年8月5日   |
| 5.       |      | J·H·宾福德·皮艾三世上將 J.H. Binford Peay III (1940-)     | 美國陸軍       | 1994年8月5日   | 1997年8月13日  |
| 6.       |      | 安东尼·C·津尼上將 Anthony C. Zinni (1943-)                | 美國海軍陸戰隊 | 1997年8月13日  | 2000年7月6日   |
| 7.       |      | 汤米·R·弗兰克斯上將 Tommy R. Franks (1945-)               | 美國陸軍       | 2000年7月6日   | 2003年7月7日   |
| 8.       |      | 约翰·P·阿比扎伊德上將 John P. Abizaid (1951-)             | 美國陸軍       | 2003年7月7日   | 2007年3月16日  |
| 9.       |      | 威廉·J·法伦上將 William J. Fallon (1944-)                 | 美國海軍       | 2007年3月16日  | 2008年3月28日  |
| （代理） |      | 马丁·登普西中將 Martin E. Dempsey (1952-)                 | 美國陸軍       | 2008年3月28日  | 2008年10月31日 |
| 10.      |      | 大衛·H·彼得雷烏斯上將 David H. Petraeus (1952-)           | 美國陸軍       | 2008年10月31日 | 2010年6月30日  |
| （代理） |      | 约翰·艾伦中將 John R. Allen (1953-)                       | 美國海軍陸戰隊 | 2010年6月30日  | 2010年8月11日  |
| 11.      |      | 詹姆斯·马蒂斯上將 James N. Mattis (1950-)                 | 美國海軍陸戰隊 | 2010年8月11日  | 2013年3月22日  |
| 12.      |      | 劳埃德·奥斯汀三世上將 Lloyd J. Austin III (1953-)         | 美國陸軍       | 2013年3月22日  | 2016年3月30日  |
| 13.      |      | 约瑟夫·沃特尔三世上將 Joseph L. Votel (1958-)             | 美國陸軍       | 2016年3月30日  | 2019年3月28日  |
| 14.      |      | 肯尼思·麥肯齊上將 Kenneth F. McKenzie Jr. (1957-)         | 美國海軍陸戰隊 | 2019年3月28日  | 2022年4月1日   |
| 15.      |      | 邁克爾·E·庫里拉上將 Michael Erik Kurilla (1966-)          | 美國陸軍       | 2022年4月1日   | 現任           |
|          |      | 查爾斯·B·庫珀 Charles Bradford Cooper II (1967-)          | 美國海軍       | 獲提名         |                |

## 授勛
下列獎項授予給麥克迪爾空軍基地的中央司令部指揮所，不適用於其他下屬機構。
| 飾帶 | 榮譽           | 日期                          | 附註                                   |
| ---- | -------------- | ----------------------------- | -------------------------------------- |
|      | 聯合功績集體獎 | 1990年8月2日 – 1991年4月21日  | 陸軍部總獎（DAGO）：1991-22 與 1992-34 |
|      | 聯合功績集體獎 | 1992年8月1日 – 1993年5月4日   | DAGO 1994-12 & 1996-01                 |
|      | 聯合功績集體獎 | 1994年10月8日 – 1995年3月16日 | DAGO 2001–25                           |
|      | 聯合功績集體獎 | 1996年9月1日 – 1997年1月6日   | 聯合參謀永久獎（JSPO）J-ISO-0012-97    |
|      | 聯合功績集體獎 | 1997年10月1日 – 1998年7月15日 | JSPO J-ISO-0241-98                     |
|      | 聯合功績集體獎 | 1998年7月16日 – 1999年11月1日 | JSPO J-ISO-0330-99 / DAGO 2001–25      |
|      | 聯合功績集體獎 | 1999年11月2日 – 2001年3月15日 |                                        |
|      | 聯合功績集體獎 | 2001年9月11日 – 2003年5月1日  | DAGO 2005–09                           |
|      | 聯合功績集體獎 | 2003年5月2日 – 2005年12月31日 |                                        |
|      | 聯合功績集體獎 | 2006年1月1日 – 2008年3月1日   | JSPO J-ISO-0061-08                     |
|      | 聯合功績集體獎 | 2008年3月2日 – 2010年7月1日   |                                        |

## 外部連結
- U.S. Central Command （页面存档备份，存于）
- Multi-National Force – Iraq （页面存档备份，存于） （英文）
- Multi-National Force – Iraq （阿拉伯文）
- Combined Joint Task Force – Horn of Africae
- ISAF
- Spiegel, Peter. . Los Angeles Times. 5 January 2007  [2012-12-30]. （原始内容存档于2012-11-04）.